# Aija Andrejeva
Aija Andrejeva (Ogre, Letónia, 16 de janeiro de 1986) é uma cantora letã.
Em 2010, representou o seu país, a Letónia, no Festival Eurovisão da Canção 2010, em Oslo, Noruega, com a música "What For? (Only Mr.God Knows Why).

## Discografia
- Tu un Es (2006)
- Viss kārtībā, Mincīt! (2008)
- Dvēselīte (2009)
- What For (2010)